# Liberian Registry
Das Liberian Registry ist das internationale Schiffsregister von Liberia, welches im Auftrag der Liberia Maritime Authority betrieben wird. Das Register wird von der US-Firma Liberian International Ship & Corporate Registry, kurz LISCR, geführt. Die LISCR hat ihren Sitz in Dulles, Virginia. Gegründet wurde das Liberian Registry im Jahr 1948. Das Liberian Registry hat weltweit Büros. Das Register wurde vor allem mit Unterstützung des ehemaligen Secretary of State Edward Stettinius gegründet. Das Liberian Registry hat heute mehr als 4400 Schiffe registriert.